# Цюпа, Иван Антонович
Иван Антонович Цю́па (1911—2004) — советский и украинский писатель, публицист. Отец писателя и журналиста Юрия Цюпы.

## Образование
Родился 16 (29 октября) 1911 года в селе Бирки (ныне Зеньковский район, Полтавская область, Украина). Окончил Харьковский коммунистический институт журналистики.

## Карьера
Работал в прессе, на издательской работе. Часто приезжал в Красноград. Общался с работниками редакции райгазеты, учащимися школ, студентами средних учебных заведений.
Как писатель формировался в Краснограде, работая в районной газете «Социалистическая перестройка».
После Великой Отечественной войны Иван Цюпа продолжает работать в прессе — заместителем ответственного редактора газеты «Колхозник Украины» и «Советский крестьянин», заместителем главного редактора журнала «Вітчизна», а затем — главным редактором журнала «Украина».

## Литературное наследие
У Ивана Антоновича богатое литературное наследие — книги рассказов, очерков и повестей: «Четыре ветра», «Новеллы родного края», «Василий Сухомлинский» («Добротворец»), «Миргородская колодец» и другие, романы «Братья» (1950), Следующее издание этого произведения — значительно переработанное—увидело свет под названием «Навстречу судьбе» (1955), «Вечный огонь», «Через тернии к звездам», «Земляки», «Мужественный всадник» (1974), «Колокола янтарного лета» и другие.
В 1995 году вышла новая книга писателя «В когтях ежовщины», которую он, репрессированный и реабилитированный, посвятил «светлой памяти незабвенных земляков моих, раздавленных на жерновах тирании, замученных голодомором, доведенных до гибели в тюрьмах и лагерях, невинно расстрелянных».
Особое место в творческом наследии Ивана Цюпы занимал роман «Грозы и радуги» (1961). Произведение получил широкую известность, неоднократно переиздавался на украинском и русском языках, получил высокую оценку критики, читателей, писателей.
Плодотворно выступал также в жанре публицистики. Выпустил публицистически-очерковые книги «Переяслав-Хмельницкий» (1954), «Украина» (1957), «Украина — родной край» (1965), «Миргородский колодец» (1976)

## Награды и премии
- Государственная премия УССР имени Т. Г. Шевченко (1985) — за художественно-документальную книгу «В сердце звенят голоса» и публицистические выступления в печати[2]
- премия ЛКСМУ имени Н. А. Островского — за книгу «Мужественный всадник» (1974)
- орден Отечественной войны II степени (18.4.1991)
- орден Дружбы народов
- медали.